# 花のお江戸のすごい奴
『花のお江戸のすごい奴』（はなのおえどのすごいやつ）は、1969年4月3日から9月18日までフジテレビ系列の木曜20:00 - 21:26（JST）に放送されたテレビ時代劇。全13回。

## 概要
江戸の長屋に住む浪人・剣夢十郎が、江戸の市中で起こる事件を解決する物語。
新国劇が制作に携わっている。
フジテレビでは初の90分カラー連続時代劇となった。

## 出演者
- 剣夢十郎（主人公）：若林豪
- 小せん（芸者）：野川由美子
- おけい（仕立て屋の娘）：姿美千子
- おしん（正五郎の娘）：松木路子
- おりん（居酒屋の女将）：長谷川待子
- 千田又兵衛（道場主）：辰巳柳太郎
- 正五郎（鳶の頭）：島田正吾
- 仙吉（大工）：大山克巳
- 伝助（左官）：石井均
- 銀次（鳶）：石浜朗
- 文太（鳶）：細川智
- 仁兵衛（屋台の蕎麦屋・おけいの父）：岡泰正
- 勘吉（スリ）：北上銀
- 孫市（居酒屋の板前）：東大二朗
- おはる（居酒屋の女中）：北川ゆき
- おこん（居酒屋の女中）：久仁三知子

## スタッフ
- 企画：小沢效、田中豊、平山亨、田辺嘉昭
- 脚本：放映リスト参照
- 監督：放映リスト参照
- 音楽：渡辺岳夫
- 撮影：脇武夫、木村誠司、玉木照芳
- 照明：林春海、松井薫、岡田耕二
- 制作：フジテレビ、東映京都テレビプロダクション、新国劇

## 主題歌
- 「花のお江戸のすごい奴」（作詞：結束信二、作曲：渡辺岳夫、編曲：毛利猛、歌：若林豪）

レコードはCBSソニー（現：ソニー・ミュージックレコーズ）から発売。

## 放映リスト
| 話 | サブタイトル       | 脚本     | 監督       | ゲスト出演者 |
| -- | ------------------ | -------- | ---------- | --- |
| 1  | まぼろしの花嫁     | 結束信二 | 佐々木康   | 里見浩太郎（清太郎）、一ノ木真弓（おなつ）、川合伸旺（源造）、山本豊三（巳之吉） |
| 2  | 土蔵の中の謎       | 結束信二 | 河野寿一   | 川地民夫（和助）、入江若葉（妙）、磯野洋子（美弥）、玉川伊佐男（建部蔵人） |
| 3  | 子の刻に           | 結束信二 | 荒井岱志   | 潮万太郎、（篠原文左衛門）、新井茂子（和恵）、江見俊太郎（冬木玄竜）、 出水憲司（紋十郎）、志賀勝（辰市）、志茂山高也、永田光男（三原将監）                                                                              |
| 4  | 明日雨になれ       | 結束信二 | 佐々木康   | 田島和子（おさと）、小川真司（為吉）、武原英子（綾乃）、三木豊（健太）、 倉田爽平（浦部大蔵）、丹羽又三郎（三好大学）、小田部通麿（大館左馬次郎）、 藤森達雄（坂井）、小峰一男（阿部）                                   |
| 5  | 亡者の剣           | 結束信二 | 佐々木康   | 三原有美子（良江）、夏八木勲（天堂兵馬）、亀石征一郎（吉辺采女）、 北原義郎（奥村主水正）、穂高稔（小野寺将監） |
| 6  | 惡党の条件         | 結束信二 | 河野寿一   | 広瀬みさ（美佐）、伊吹友木子（お竜）、原保美（影山三郎兵衛）、 村井国夫（谷口英介）、藤岡重慶（磯崎重蔵）、伊吹総太朗（白雲の松右衛門）、 月形哲之介（大牟田）                                                           |
| 7  | 夜も日本晴れ       | 結束信二 | 松尾正武   | 長門勇（鉄五郎）、高田美和（おみね）、市川男女之助（巴屋嘉兵衛）、 坂口徹（芳造）、景山雄司（国右衛門）、松本朝夫（勝造）、浜伸二（猪之十）                                                                              |
| 8  | お前は誰だ         | 土橋成男 | 長谷川安人 | 大山克巳（伊之助[二役]）、清水まゆみ（お蝶）、華かおる（お登勢）、 今井健二（大国屋徳兵衛）、外山高士（宮坂甚内）、花木章吾（結城玄蕃）、 原口剛（細木進之丞）、里木左甫良（吾平）、遠山金次郎（浦川）、唐沢民賢（卯助） |
| 9  | 怪談 呪いの櫛      | 布勢博一 | 佐々木康   | 河原崎健三（土屋伊織）、小松みどり（おその・お妙〈二役〉）、 小栗一也（伊勢屋惣兵衛）、武藤英司（前島兵庫助）、平沢彰（小野）                                                                                            |
| 10 | 夕立の女           | 大倉左兎 | 倉田準二   | 田村奈巳（お菊）、南原宏治（乾喬之進）、多々良純（美濃屋甚左衛門）、 舟橋元（星野勘三郎）、井手良男（喜平次）、山本麟一（伊庭源次郎）、 五味竜太郎（柴小平太）、外崎恵美子（おしづ）、美川陽一郎（倉三）、井上茂         |
| 11 | くちなしの花が散る | 土橋成男 | 田坂勝彦   | 田村高廣（佐伯右近）、楠侑子（美絵）、金井由美（おくみ）、中村恭子（お照）、 原健策（角屋久右衛門）、山岡徹也（松井太兵衛）、轟謙二（安造）、 溝田繁（源兵衛）、吉川雅恵（おちか）                                       |
| 12 | 女地獄             | 大倉左兎 | 田坂勝彦   | 中原早苗、三浦布美子、白川洋子、真山知子 |
| 13 | 南町奉行襲撃       | 結束信二 | 佐々木康   | 河内桃子（おゆう）、夏目俊二（宮田紋太夫）、山形勲（高山采女正）、 三田登喜子（藤尾の方）、浦里はるみ、安藤三男（吉本）                                                                                                  |

## 再放送
- 2014年1月からCS・時代劇専門チャンネルで第12話の「女地獄」を除く全12話が放送された。